# Пряма та очевидна загроза
«Пряма та очевидна загроза» (англ. «Clear and Present Danger») — американський політичний трилер 1994 року режисера Філліпа Нойса. Екранізація однойменного роману «Пряма та очевидна загроза», написаного у 1989 році американським письменником Томом Кленсі.

## Сюжет
У цьому фільмі Джек Раян з'являється на чолі відділу розвідки ЦРУ, і вхожий до Овального кабінету Білого Дому. Він змушений боротися проти колумбійських наркоділків, не відаючи, що при потуранні президента США його помічник з національної безпеки і шеф ЦРУ проводять, за допомогою найманців, бойові операції в Колумбії.

## У ролях
- Гаррісон Форд — Джек Раян
- Віллем Дефо — Джон Кларк
- Енн Арчер — Кеті Мюллер Раян
- Жоакім ді Алмейда — полковник Фелікс Кортес
- Генрі Черні — Роберт Ріттер
- Гарріс Юлін — Джеймс Каттер
- Дональд Моффет — президент Беннетт
- Мігель Сандовал — Ернесто Ескобедо
- Бенджамін Бретт — Капітан Рамірес
- Реймонд Крус — Домінго Чавес
- Дін Джонс — суддя Мур
- Тора Берч — Саллі Райан
- Енн Магнусон — Мойра Вольфсон
- Хоуп Ленг — сенатор Майо
- Том Теммі — директор ФБР Еміль Джейкобс
- Тім Грімм — агент ФБР Ден Мюррей
- Беліта Морено — Жан Фаулер
- Джеймс Ерл Джонс — адмірал Джеймс Грір
- Хорхе Луке — Сіпо
- Хайме Гомес — сержант Хуліо Вега
- Джаред Чендлер — Радист
- Грег Джерманн — Піті
- Еллен Гір — Роуз
- Рід Даймонд — начальник берегової охорони
- Тед Реймі — супутниковий аналітик